# منافع السکنجبین
رساله فی منافع السکنجبین یکی از رساله‌های طبی زکریای رازی است که نسخ فراوانی از آن در کتابخانه‌های مختلف جهان وجود دارد. رازی این رساله را برای همکاری به نام ابوسعید نوشته است که شخصیت او شناخته‌شده نیست ولی ظاهراً یکی از همکاران وی در بیمارستان ری یا بیمارستان معتضدی بغداد بوده است. در این کتاب رازی به ذکر فواید انواع مختلف سکنجبین نظیر سکنجبین عسلی، سکنجبین شکری، سکنجبین بذوری می‌پردازد و این فواید را از دیدگاه طب سنتی بیان می‌کند.
این رساله در سال ۱۳۹۱ تحت عنوان «دو رساله در فواید سکنجبین و خواص مومیایی» در تهران چاپ ومنتشر شده‌است ومترجم بعد از مقدمه‌ای در معرفی رازی و رساله سکنجبین، ترجمه فارسی کتاب را همراه با متن عربی آن آورده است.